# Gelber Steinsame
Der Gelbe Steinsame (Neatostema apulum) ist die einzige Art der Pflanzengattung Neatostema in der Familie der Raublattgewächse (Boraginaceae).

## Beschreibung

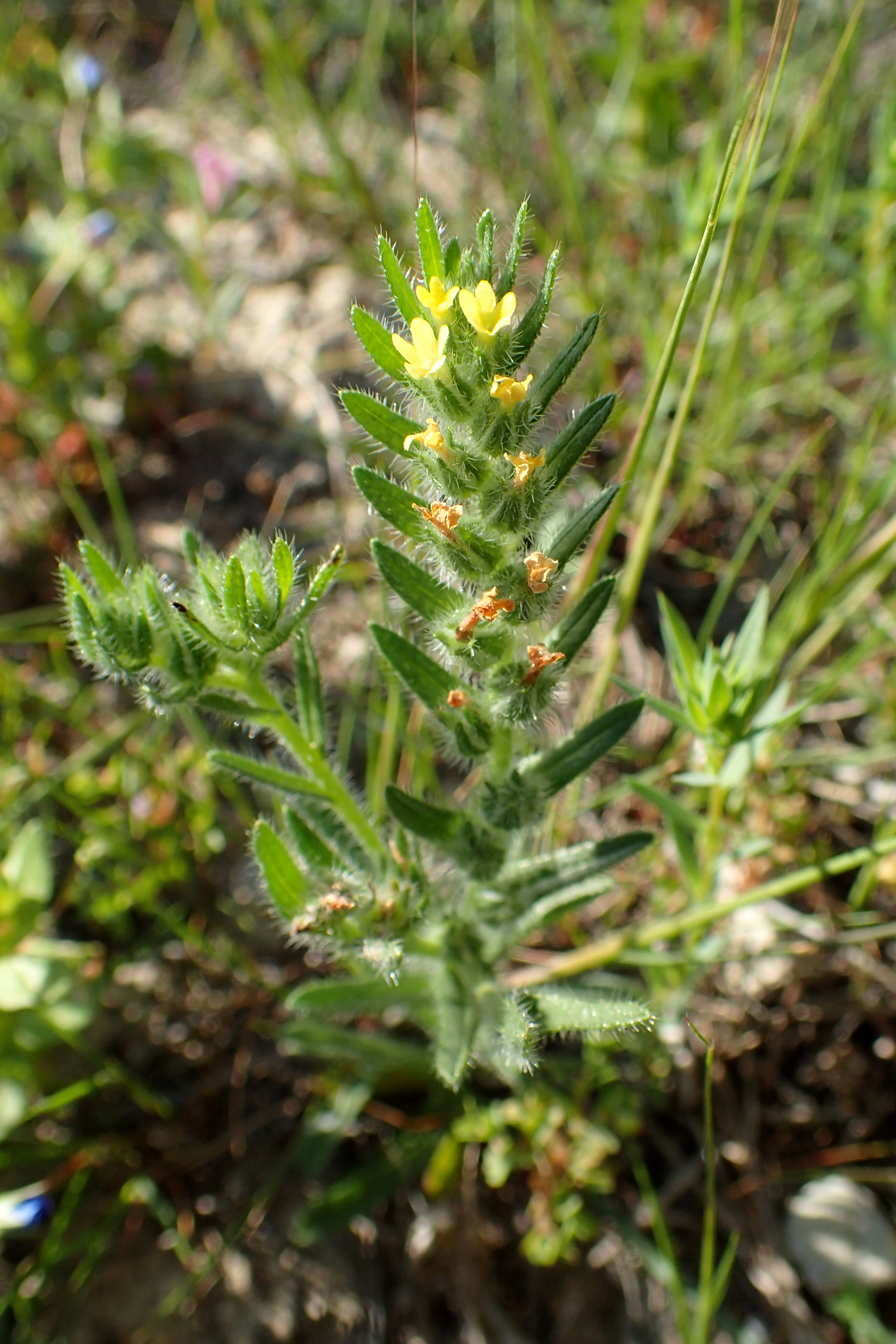
Blühend und fruchtend

### Vegetative Merkmale
Der Gelbe Steinsame ist eine relativ kleine, einjährige krautige Pflanze und erreicht Wuchshöhen von 3 bis 30 Zentimetern. Der Stängel ist steif aufrecht. Von den zahlreichen Laubblättern sind die unteren in den Stiel herablaufend, die oberen sitzend. Die einfachen Blattspreiten sind schmal-spatelförmig bis eilanzettlich und abstehend langborstig behaart.

### Generative Merkmale
Die fast sitzenden Blüten sind dicht in den bis zur Spitze beblätterten Wickeln angeordnet. Die zwittrigen Blüten besitzen eine doppelte Blütenhülle. Der Kelch ist borstig. Die mit einer Länge von etwa 6 Millimetern relativ kurze Blütenkrone ist gelb und besitzt einen bärtigen Schlund sowie einen fünflappigen, behaarten und kurzen Saum.
Die Blütezeit liegt zwischen März und Juni. Die Klausen sind kurz geschnäbelt, warzig und hellbraun.
Die Chromosomenzahl beträgt 2n = 28.

## Vorkommen
Der Gelbe Steinsame kommt auf den Kanaren, in Marokko, Algerien, Tunesien, Portugal, Spanien, auf den Balearen, auf Korsika, Sardinien, Sizilien, Malta, in Frankreich, Italien, Kroatien, Serbien, Albanien, Griechenland, auf Kreta, Zypern, auf Inseln in der Ägäis, in der Türkei, im Irak, in Bulgarien, der Republik Moldau und in der südlichen Ukraine vor. Er gedeiht auf steinigen Grasfluren und in der Garigue.

## Taxonomie
Die Erstveröffentlichung erfolgte 1753 durch Carl von Linné unter dem Namen (Basionym) Myosotis apula in Species Plantarum, Seite 131. Die Neukombination zu Neatostema apulum (L.) I.M.Johnst. wurde 1953 durch Ivan Murray Johnston in Journal of the Arnold Arboretum, Volume 34, Seite 6 veröffentlicht, der sie in die von ihm neu aufgestellte Gattung Neatostema einordnete. Weitere Synonyme für Neatostema apulum (L.) I.M.Johnst. sind: Myosotis apula L., Lithospermum apulum (L.) Vahl, Rhytispermum apulum (L.) Rchb.f., Lithospermum luteum P.Candargy, Lithospermum strigosum M.Bieb., Myosotis lutea Lam.